# Ribes multiflorum
Ribes multiflorum là một loài thực vật có hoa trong họ Grossulariaceae. Loài này được Kit. ex Schult. miêu tả khoa học đầu tiên năm 1819.